# Bradya theodori
Bradya theodori är en kräftdjursart som beskrevs av Soyer 1972. Bradya theodori ingår i släktet Bradya och familjen Ectinosomatidae. Inga underarter finns listade i Catalogue of Life.